# 扎利茲尼奇內 (文尼察州)
扎利茲尼奇內（烏克蘭語：Залізничне）是位於烏克蘭西南部的鎮，由文尼察州赫米利尼克區的科賈廷市鎮負責管轄。該鎮始建於1925年，面積0.93平方公里，海拔高度305米，2011年人口998，人口密度每平方公里1,073人。